# Herb gminy Moskorzew
Herb gminy Moskorzew – jeden z symboli gminy Moskorzew, ustanowiony 20 sierpnia 2010.

## Wygląd i symbolika
Herb przedstawia na tarczy w polu błękitnym złoty herb Pilawa (półtrzeciakrzyż), obok niej złota litera „M” (nawiązująca do nazwy gminy).